# Jean Collet (mathématicien)
Pour les articles homonymes, voir Jean Collet et Collet.
Jean Collet (1846–1920) est un mathématicien français.

## Biographie
Jean Collet est agrégé en 1871, il devint doyen de la faculté des sciences de Grenoble en 1901.
Il est également président de la Société des touristes du Dauphiné. 

## Travaux
Il édite avec Alphonse Valson les premiers volumes des Œuvres complètes d’Augustin Cauchy, sous la direction scientifique de l’Académie des sciences.

## Prix et distinctions
En 1894 il est lauréat du prix Francœur. Il reçoit le prix Ampère en 1868 par l'Académie impériale des sciences, belles-lettres et arts de Lyon.
Il est membre de la Société Mathématique de France de 1874 à 1886, membre de la Société de statistique, des sciences naturelles et des arts industriels du département de l’Isère (1876).

## Publications
- Intégration des équations simultanées, aux dérivées partielles du premier ordre d'une seule fonction ; Du facteur intégrant pour les expressions différentielles du premier ordre, renfermant un nombre quelconque de variables indépendantes.
- La carte de France dite de l'état-major : historique, projection, géodésie, hypsométrie, topographie, critique et lecture.
- Premières observations pendulaires dans les Alpes du Dauphiné.
- Sur l'anomalie de la pesanteur à Bordeaux.